# 德懷爾山
70°11′S 65°4′E / 70.183°S 65.067°E
德懷爾山（英語：Mount Dwyer）是南極洲的山峰，位於麥克羅伯特森地，處於多佛斯山東南面4公里，屬於查爾斯王子山脈中阿索斯山脈的一部分，根據澳大利亞探險隊拍攝的空中照片繪入地圖，現時由南極條約體系管理。